# 4121 Carlin
4121 Carlin је астероид главног астероидног појаса са пречником од приближно 6,82 .
Афел астероида је на удаљености од 2,977 астрономских јединица (АЈ) од Сунца, а перихел на 1,770 АЈ.
Ексцентрицитет орбите износи 0,254, инклинација (нагиб) орбите у односу на раван еклиптике 23,098 степени, а орбитални период износи 1336,221 дана (3,658 године).
Апсолутна магнитуда астероида је 12,40 а геометријски албедо 0,416.
Астероид је откривен 2. маја 1986. године.